# Sunday Morning (píseň, The Velvet Underground)
„Sunday Morning“ je píseň americké rockové skupiny The Velvet Underground, která vyšla na jejím debutovém albu The Velvet Underground & Nico v roce 1968. Na desce kapelu doprovází německá zpěvačka a herečka Nico, která v této písni zpívá vokály, hlavní zpěv měl však na starosti Lou Reed, který ji spolu s Johnem Calem složil. Skladba vyšla v prosinci roku 1966 i jako singl s písní „Femme Fatale“ na B-straně. Na albu vyšla čtyři měsíce po vydání singlu, v březnu 1967. Jedná se o jedinou skladbu na tomto albu, kterou produkoval Tom Wilson, známý především jako producent alb Boba Dylana. Hudebník Michael Stipe zahrál coververzi písně při vystoupení v roce 2017 Duo Flo Morrissey a Matthew E. White vydalo svou verzi písně na albu Gentlewoman, Ruby Man (2017), zatímco verze od kapely Orchestral Manoeuvres in the Dark vyšla na desce Liberator (1993). Píseň s německým textem vyšla na albu FreuD euch (1995) v podání Niny Hagen. V češtině pak pod názvem „Tvý touhy“ na albu Solitéři (interprety byli Věra Špinarová, David Kraus, Bolek Polívka a Lucia Gažiová).

## Sestava
- Lou Reed – zpěv, kytara
- John Cale – celesta, viola, piáno
- Sterling Morrison – baskytara
- Maureen Tucker – perkuse
- Nico – doprovodný zpěv